# Gênesis (quadrinhos)
Gênesis (no original em inglês, The Book of Genesis), é uma história em quadrinhos ilustrada pelo quadrinista Robert Crumb, cuja intenção era ilustrar de forma fiel o Livro da Gênesis da Bíblia Hebraica. Chegou ao primeiro lugar da lista de romances gráficos mais vendidos do The New York Times, além de ter alcançado o primeiro lugar entre os livros cristãos mais vendidos da Amazon.com.
O livro ganhou o Harvey Awards de melhor artista em 2010. A versão brasileira, publicada pela editora Conrad, ganhou o Troféu HQ Mix e melhor edição especial estrangeira, também em 2010.